# Koty
Koty (Felinae) – podrodzina ssaków drapieżnych z rodziny kotowatych (Felidae).

## Występowanie
Podrodzina kotów obejmuje gatunki występujące w Eurazji, Afryce i Ameryce.

## Systematyka
Do podrodziny należą następujące występujące współcześnie rodzaje:
- Pardofelis Severtzov, 1858 – lamparcik – jedynym przedstawicielem jest Pardofelis marmorata (W. Martin, 1836) – lamparcik marmurkowy
- Catopuma Severtzov, 1858 – mormi
- Caracal J.E. Gray, 1843 – karakal
- Leptailurus Severtzov, 1858 – serwal – jedynym występującym współcześnie przedstawicielem jest Leptailurus serval (von Schreber, 1776) – serwal sawannowy
- Leopardus J.E. Gray, 1842 – ocelot
- Lynx Kerr, 1792 – ryś
- Acinonyx Brookes, 1828 – gepard – jedynym występującym współcześnie przedstawicielem jest Acinonyx jubatus (von Schreber, 1775) – gepard grzywiasty
- Puma Jardine, 1834 – puma – jedynym występującym współcześnie przedstawicielem jest Puma concolor (Linnaeus, 1771) – puma płowa
- Herpailurus Severtzov, 1858 – jedynym występującym współcześnie przedstawicielem jest Herpailurus yagouaroundi (É. Geoffroy Saint-Hilaire, 1803) – jaguarundi amerykański
- Otocolobus Brandt, 1842 – manul – jedynym przedstawicielem jest Otocolobus manul Pallas, 1776 – manul stepowy
- Prionailurus Severtzov, 1858 – kotek
- Felis Linnaeus, 1758 – kot

Opisano również rodzaje wymarłe:
- Leptofelis Salesa, Siliceo, Antón, Peigné & Morales, 2017[28] – jedynym przedstawicielem był Leptofelis vallesiensis (Salesa, Antón, Morales & Peigné, 2012)
- Magerifelis[29] Salesa, Gamarra, Siliceo, Antón & Morales, 2024 – jedynym przedstawicielem był Magerifelis peignei Salesa, Gamarra, Siliceo, Antón & Morales, 2024
- Miracinonyx Adams, 1979[30]
- Pristifelis Salesa, Antón, Morales & Peigné, 2012[31] – jedynym przedstawicielem był Pristifelis attica (J.A. Wagner, 1857)
- Sivaelurus Pilgrim, 1913[32]
- Sivapanthera Kretzoi, 1929[33]
- Sivapardus Bakr, 1969[34] – jedynym przedstawicielem był Sivapardus punjabiensis Bakr, 1969